# Oleksandr Moloducha
Oleksandr Moloducha (ukrainisch Олександр Молодуха; * 12. Februar 1982 in Krywyj Rih, Ukrainische SSR) ist ein ehemaliger ukrainischer Squashspieler.

## Karriere
Oleksandr Moloducha nahm mit der ukrainischen Nationalmannschaft in den Jahren 2005, 2006 und 2007 an den Europameisterschaften teil und gehörte unter anderem auch zum ukrainischen Aufgebot beim European Nations Challenge Cup 2006. Er vertrat die Ukraine 2005 und schied nach erfolgreicher Qualifikation für das Hauptfeld gegen Jan Koukal in der ersten Runde aus. 2006 gewann Moloducha nach einem Finalsieg gegen Roman Dolynytsch die erste ukrainische Landesmeisterschaft.

## Erfolge
- Ukrainischer Meister: 2006